# 化妝水

塑膠瓶裝化妝水

化妝水用作清潔皮膚或者補充皮膚水份的保養品，可用於臉部及身體。
主要可分為收斂水（或稱爽膚水、收縮水）、柔膚水、柔軟水3種。主要成分為依照其效果訴求的不同水溶液，如維他命C、果酸、香料，酒精等。根據配方不同而有水狀、凝膠狀等不同質地。
化妝水一般用於清潔完臉部之後、化妝前。以補充臉部皮膚水份，並收縮毛孔，讓化妝品容易吸附於皮膚上。卸妝後使用則是以之收縮毛孔以及略作清潔。
有人認為可以以清水代替化妝水。

## 成份
- 收斂水：含有明礬、鋁化合物和檸檬酸等收斂劑，能縮小皮膚毛孔，抑制油性皮膚皮脂過分分泌，預防粉刺的形成。
- 柔膚水：含有氨基酸、尿素、維生素、玻尿酸、精胺酸、黏多糖體或天然萃取液等成份，主要目的為補充肌膚的水分，加強皮膚的滋潤，並促進皮膚細胞新陳代謝。
- 柔軟水：又被稱為去角質化妝水，主要含有果酸等成份，目的是軟化角質，除去皮膚的表皮壞死細胞、油份或是殘留的清潔劑、化妝品等，使得保養品能夠快速被皮膚所吸收。

## 注意事項
大多數化妝水含有酒精，可能對某些人具致敏性。另外，酒精雖然有消炎、鎮靜的效果，但會使肌膚的水分加速蒸發，所以使用含有酒精的化粧水後，通常建議加上含有油份的保養品，譬如乳液或者乳霜。

## 參看
- 化妝設計